# Mk16 (魚雷)
Mk16とはアメリカ合衆国が開発、運用した潜水艦搭載用の対水上艦無誘導魚雷。Mk14と機械的互換性のある魚雷であり、第二次世界大戦中の1943年より配備が開始された。
内燃機関への酸素供給にあたっては、従来の空気室を用いる方法ではなく、液体の過酸化水素水を化学反応させ発生した酸素を用いている。この反応では同時に水蒸気も発生することから、これらを利用し、燃焼及びタービンへの蒸気供給を行なっている。アメリカ海軍では、この過酸化水素水により酸素などを供給する手法をNavolと呼称した。この機関を用いたことにより、酸素携行量が増え、Mk14より航続距離が倍以上に伸び、空気を用いた場合と異なり窒素排出も無いため航跡が薄く、低被発見性にも繋がっている。また、ジグザグ航行などのパターン航行も可能である。
Mk16は第二次世界大戦中に実戦使用はなされなかったが、継続的に改良され、1970年代まで配備された。